# Michel Serres
Michel Serres (Agen, Lot-et-Garonne, Francia, 1 de septiembre de 1930- París, 1 de junio de 2019) fue un filósofo e historiador de las ciencias. 
Miembro de la Academia Europea de Ciencias y Artes y de la Academia Francesa, en la que ocupó el asiento número 18, que había sido previamente ocupado por Edgar Faure.
Michel Serres ha publicado más de 70 obras autorizadas sobre antropología de la ciencia y la tecnología, filosofía de la comunicación y tecnología digital, filosofía de la educación y filosofía de la ecología. Más allá de estos campos específicos, la obra de Michel Serres se caracteriza por su enfoque transversal, que vincula las ciencias duras y las humanidades. Su pensamiento original e innovador ha tenido un profundo impacto en la filosofía contemporánea.

## Trayectoria
De origen gascón, Serres cursó la carrera naval. Sirvió en la Marina entre 1956 y 1958 a resultas de lo cual participó, por ejemplo, en la reapertura del canal de Suez. Como obtuvo, además, una agregación en filosofía en 1955, estudió en la Escuela Normal Superior y más tarde se doctoró en letras (1968).[cita requerida]
Tuvo amistad con Michel Foucault cuando ambos enseñaban en la Universidad de Clermont-Ferrand (y también con Jules Vuillemin). Hablaron a menudo sobre las ciencias humanas y formales con sus estructuras temporales, lo que repercutió en parte en Las palabras y las cosas, de Michel Foucault, y también en algunos de los temas que se reflejan en sus propios libros, como en la importante tesis de Serres Le système de Leibnitz et ses modèles mathématiques (El sistema de Leibnitz y sus modelos matemáticos), aparecida en 1968, así como en los dos primeros tomos de la serie Hermès.[cita requerida]
Desde 1969, Serres fue profesor de historia de las ciencias en la Universidad de París I Panthéon-Sorbonne, y más tarde en la Universidad de Stanford, desde 1984. Su viaje a los Estados Unidos fue apoyada por René Girard.[cita requerida]
La obra de Serres fue diversificándose con estudios muy dispares; unos tratan de historia de la ciencia, libremente pero con agudeza, y otros son ensayos de interpretación, de diverso interés, basados en una especie de comunicación universal entre disciplinas.[cita requerida]
Ya en el siglo XXI, su cuarteto científico y literario, integrado por Hominescence (2001), L'incandescent (2003), Rameaux (2004) y Récits d'humanisme (2006), supone una indagación sobre los orígenes. Luego, Temps des crises, de 2010, trata del seísmo financiero y económico en general. Ese año publicó Biogée, tercer libro sobre problemas de ecologismo y Regards sur le sport, sobre el rugby. Escribió Musique (2011), un tomo más de estética, y Petite poucette (2013), sobre la formación digital de los nacidos durante entre 1985 y 1990.
Dirigió el corpus de obras de filosofía en lengua francesa, publicado por la editorial parisina Fayard. Fue elegido en la Academia Francesa el 29 de marzo de 1990, sillón número 18.

## Obras

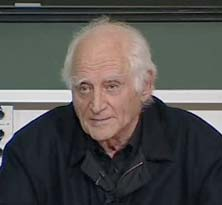
Michel Serres, en diciembre del 2005.

- 1968: Le système de Leibniz et ses modèles mathématiques, París, Presses universitaires de France; reed. 1982.
- 1969: Hermès I, la communication, París, Minuit; reed. 1984
- 1972: Hermès II, l'interférence, París, Minuit
- 1974: Hermès III, la traduction, París, Minuit
- 1974: Jouvences. Sur Jules Verne, París, Minuit
- 1975: Auguste Comte. Leçons de philosophie positive, tome I, París, Hermann; en colaboración.
- 1975: Esthétiques sur Carpaccio, París, Hermann
- 1975: Feux et signaux de brume. Zola, París, Grasset
- 1977: Hermès IV, La distribution, París, Minuit, reed. 1981
- 1977: La naissance de la physique dans le texte de Lucrèce, París, Minuit
- 1980: Hermès V, Le passage du Nord-ouest, París de Minuit
- 1980: Le parasite, París, Grasset
- 1982: Genèse, París, Grasset
- 1983: Détachement, Flammarion
- 1983: Rome. Le livre des fondations, París, Grasset
- 1985: Les cinq sens, París, Grasset
- 1987: L'hermaphrodite, París, Flammarion
- 1987: Statues, París, François Bourin,
- 1989: Éléments d'histoire des sciences, París, Bordas; en colaboración
- 1990: Le contrat naturel, París, François Bourin
- 1991: Le tiers-instruit, París, François Bourin
- 1991: Discours de réception de Michel Serres à l'Académie française et réponse de Bertrand Poirot-Delpech, París, François Bourin
- 1992: Éclaircissements, París François, Bourin; entrevistas con Bruno Latour)
- 1993: La légende des Anges, París, Flammarion
- 1993: Les origines de la géométrie, París, Flammarion
- 1994: Atlas, París, Julliard
- 1995: Éloge de la philosophie en langue française, París, Fayard
- 1997: Nouvelles du monde, París, Flammarion
- 1997: Le trésor. Dictionnaire des sciences, París, Flammarion; en colaboración
- 1997: À visage différent, París, Hermann; en colaboración
- 1999: Paysages des sciences, París Le Pommier, en colaboración
- 2002: Variations sur le corps, Le Pommier
- 2000: Hergé, mon ami, Moulinsart
- 2001: Hominescence, Le Pommier
- 2003: L'incandescent, Le Pommier
- 2003: Jules Verne, la science et l'homme contemporain, París, Le Pommier
- 2004: Rameaux, París, Le Pommier
- 2006: Récits d'humanisme, París, Le Pommier
- 2006: L'art des ponts, París, Le Pommier
- 2006: Petites chroniques du dimanche soir, París, Le Pommier
- 2007: Le tragique et la pitié. Discours de réception de René Girard à l'Académie française et réponse de Michel Serres, París, Le Pommier
- 2007: Petites chroniques du dimanche soir 2, París, Le Pommier
- 2007: Carpaccio, les esclaves libérés, Le Pommier
- 2008: Le mal propre : polluer pour s'approprier?, Le Pommier
- 2008: La guerre mondiale, Le Pommier
- 2009: Écrivains, savants et philosophes font le tour du monde, Le Pommier
- 2009: Le temps des crises, Le Pommier, «Manifestes !»,
- 2009: Van Cleef et Arpels, Le Temps poétique, París, Cercle d'Art, « La collection », con Franco Cologni y Jean-Claude Sabrier
- 2009: Petites chroniques du dimanche soir 3, Le Pommier
- 2010: Temps des crises
- 2010: Biogée
- 2010: Regards sur le sport
- 2011: Musique
- 2013: Petite poucette, Le Pommier
- 2013: Andromaque, veuve noire, L'Herne

## Traducciones
- Historia de las ciencias. Cátedra. 1991. ISBN 978-84-376-0988-1.
- El paso del noroeste. Debate. 1991. ISBN 978-84-7444-462-9.
- El nacimiento de la física en el texto de Lucrecio. Pre-Textos. 1994. ISBN 978-84-8191-016-2.
- Atlas. Cátedra. 1995. ISBN 978-84-376-1385-7.
- La comunicación: Hermes 1. Anthropos. 1996. ISBN 978-84-7658-428-6.
- El contrato natural. Pre-Textos. 2004. ISBN 978-84-87101-47-2.
- ¿En el amor somos como las bestias?. Akal. 2005. ISBN 978-84-460-2097-4.
- Variaciones del cuerpo. FCE. 2011. ISBN 978-95-055-7862-7.
- Pulgarcita. El mundo ha cambiado tanto que los jóvenes deben reiventar todo: una manera de vivir, una manera de vivir juntos, instituciones, una manera de ser y de conocer... Editorial Gedisa. 2014. ISBN 9788497847964.
- Los orígenes de la geometría. Tercer libro de las fundaciones. Siglo XXI editores. 1996. ISBN  9682320119.